# Federação de Voleibol de Botsuana
A Federação de Voleibol de Botsuana  (em inglêsːBotswana Volleyball Federation, BVF) é  uma organização fundada em 1988 que governa a pratica de voleibol em Botsuana, sendo membro da Federação Internacional de Voleibol e da Confederação Africana de Voleibol, a entidade é responsável por  organizar  os campeonatos nacionais de  voleibol masculino e feminino no país.